# Deutsche Wertpapierservice Bank
Die Deutsche WertpapierService Bank AG (dwpbank) führt in Deutschland als Transaktionsbank die Wertpapierabwicklung für Finanzinstitute aus dem Sparkassen- und Genossenschaftsbereich, aber auch aus dem Privat- und Geschäftsbankensektor durch. Die dwpbank verwaltet derzeit rund 5,3 Millionen Wertpapierdepots.

## Geschichte
Die dwpbank in ihrer heutigen Form entstand am 4. August 2003 aus der Fusion zwischen Bank für Wertpapierservice und -systeme AG, Frankfurt (bws bank) und der WPS WertpapierService Bank AG, Düsseldorf (WPS Bank). Die Vorgängerinstitute starteten bereits Mitte 1998 als Pioniere im Transaction Banking.
Bei der Gründung waren die Gesellschaftsanteile auf den Sparkassenverband Westfalen-Lippe, Münster mit 25 %, den Rheinischen SGV, Düsseldorf mit 25 %, der DZ Bank, Frankfurt mit 40 % und der WGZ-Bank, Düsseldorf mit 10 % verteilt. Damit war die Eigentümerstruktur paritätisch auf die Volksbanken- und Sparkassen-Gruppe aufgeteilt. Die Eigentümerstruktur ist jedoch für weitere Eigner offen gestaltet.
Im März 2007 erweiterte sich die dwpbank durch den Erwerb TxB Transaktionsbank GmbH. Die zunächst als hundertprozentiges Tochterunternehmen in der „dwpbank-Gruppe“ weitergeführte TxB wurde am 25. August 2008 auf die dwpbank verschmolzen.
Im Jahr 2017 wurde mit der dwp Service GmbH eine 100%ige Tochtergesellschaft mit Sitz in Halle (Saale) gegründet, welche den Kunden der dwpbank Dienstleistungen im Backoffice-Bereich erbringt. Ferner gehören der dwpbank 100 % der dwp Software Kft mit Sitz in Budapest, die für Softwareentwicklung und IT-Beratung zuständig ist.

## Gesellschafter
Das gezeichnete Kapital verteilt sich auf:
- 50 % DZ BANK AG
- 20 % Sparkassenverband Westfalen-Lippe
- 20 % Rheinischer Sparkassen- und Giroverband
- 3,74501 % Bayerische Landesbank
- 3,74499 % Landesbank Hessen-Thüringen
- 2,51 % DekaBank Deutsche Girozentrale

Die bei der Gründung beteiligte WGZ-Bank hatte ihren 10 %-Anteil zwischenzeitlich an die DZ Bank verkauft.

## Organe

### Vorstand

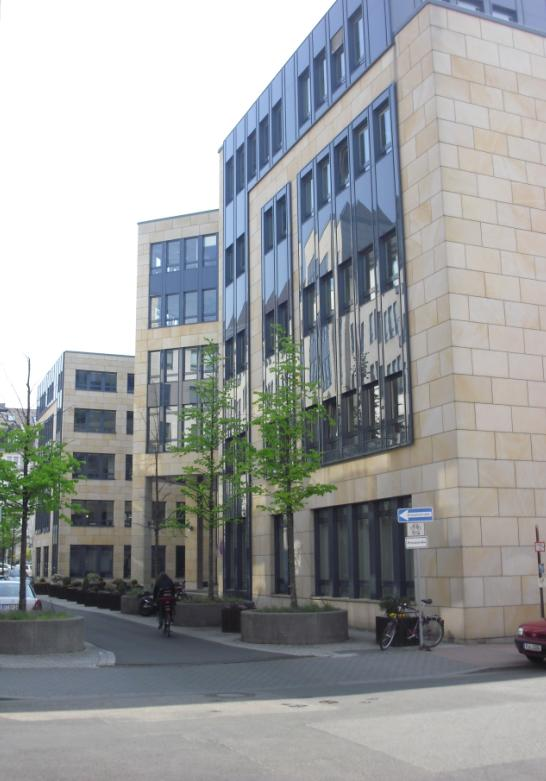
Hauptsitz in der Wildunger Straße 14 in Frankfurt

Markus Neukirch (Dezernat für IT und Operations) und Thorsten Warmt (Dezernat für Finanz- und Risikomanagement) bilden den Vorstand der dwpbank. Am 1. Februar 2017 wurde Markus Neukirch Vorstandsmitglied und folgte damit auf Christian Tonnesen. Zum 1. September 2024 löste Thorsten Warmt Vorgänger Martin Zoller als Vorstandsmitglied ab. Unterstützt wird der Vorstand durch Kristina Lindenbaum als Generalbevollmächtigte der Bank und Leiterin der Unternehmensbereiche Digitalisierung und Kundenmanagement.

### Aufsichtsrat
Seit dem 24. Juni 2013 besteht der Aufsichtsrat der dwpbank zu zwei Dritteln aus Vertretern der Aktionäre und zu einem Drittel aus Vertretern der Arbeitnehmer. Insgesamt hat er 15 Mitglieder.

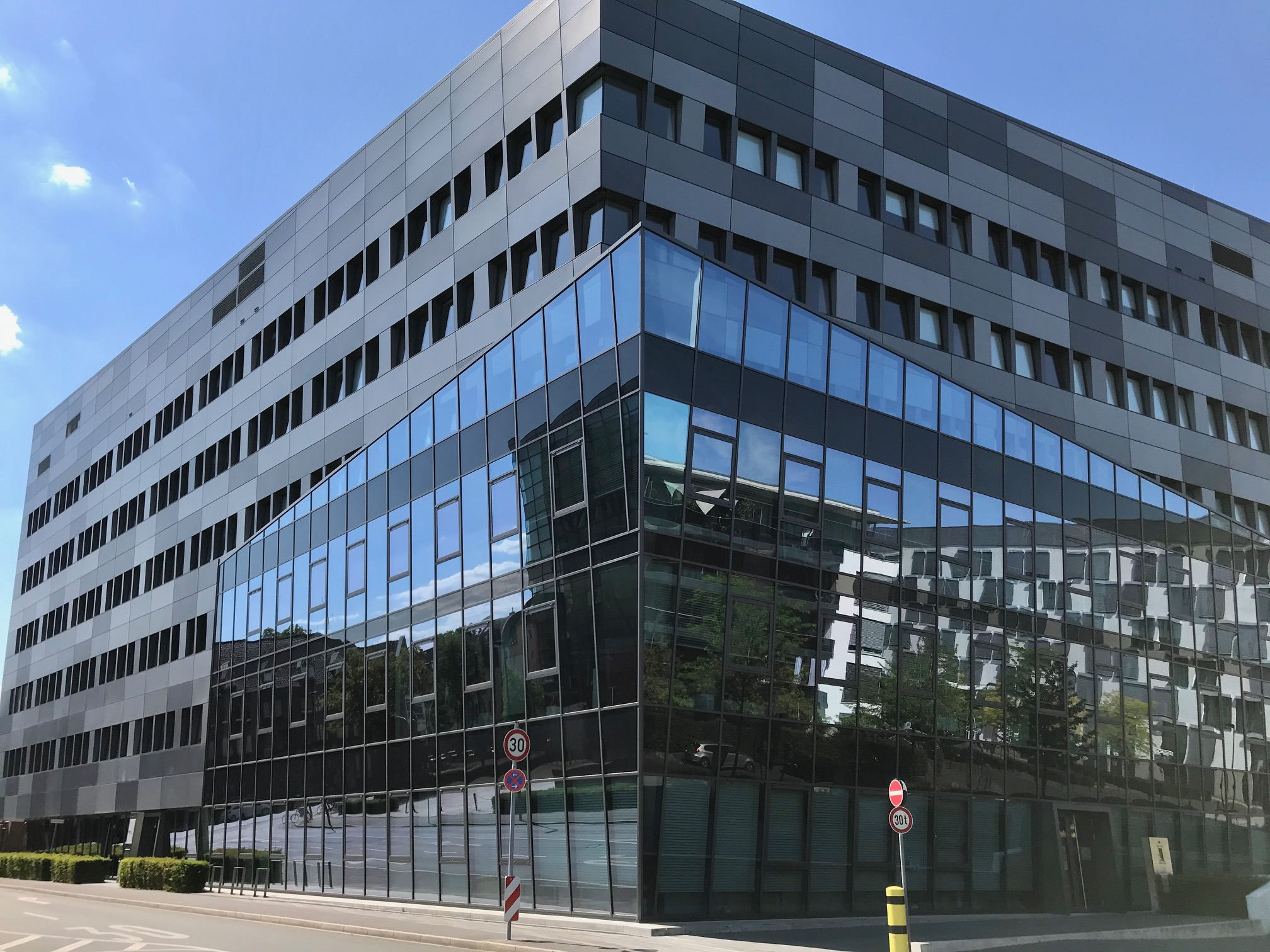
dwpbank – Standort Düsseldorf

## Standorte
Hauptsitz ist Frankfurt am Main, die Bank unterhält darüber hinaus Niederlassungen an folgenden Orten:
- Düsseldorf
- Hamburg (geschlossen zum 30. Juni 2010)
- Hannover (geschlossen zum 30. März 2013)
- Herford (geschlossen zum 30. Dezember 2016)
- München
- Troisdorf (geschlossen zum 30. Juni 2019)

## Kunden
Die Bank betreut Finanzinstitute aus den drei Bereichen der deutschen Kreditwirtschaft. Sie betreut eine Zentralbank (DZ Bank) mit 692 angeschlossenen Kreditgenossenschaften, 313 Sparkassen aus 16 Bundesländern, vier Landesbanken (BayernLB, Helaba, Norddeutsche Landesbank und SaarLB) sowie 17 Institute aus dem Privat- und Geschäftsbankensektor, u. a. die Hamburg Commercial Bank (die unter dem Namen HSH Nordbank früher eine Landesbank war), die Santander Consumer Bank und die Deutsche Kreditbank. Bis zum 31. Dezember 2022 wurde auch die Postbank von der dwpbank betreut. Seit dem 1. Januar 2023 nutzt die Postbank die Systeme der Deutschen Bank AG.
Von dem im ersten Halbjahr 2007 auf das dwpbank-System gewechselten Großkunden Dresdner Bank AG wurden im April 2011 die Depots von Endkunden zur neuen Eigentümerin Commerzbank „de-migriert“. Die Commerzbank bleibt Kunde der dwpbank mit den Depots für Großkunden.

## Geschäftsentwicklung
|                               | 2024  | 2023  | 2022  | 2021  | 2020  | 2019  | 2018  | 2017  | 2016  | 2015  | 2014  | 2013  | 2012  | 2011  | 2010  | 2009  | 2008  | 2007  |
| ----------------------------- | ----- | ----- | ----- | ----- | ----- | ----- | ----- | ----- | ----- | ----- | ----- | ----- | ----- | ----- | ----- | ----- | ----- | ----- |
| Depots (in Mio.)              | 5,3   | 5,2   | 5,5   | 5,5   | 4,9   | 4,8   | 4,7   | 4,8   | 5,0   | 5,2   | 5,3   | 5,3   | 5,5   | 5,9   | 7,5   | 7,8   | 8,3   | 8,6   |
| Transaktionen (in Mio.)       | 53,6  | 48,1  | 52,3  | 51,5  | 45,5  | 27,8  | 26,3  | 24,4  | 22,7  | 24,0  | 20,9  | 21,2  | 19,4  | 25,4  | 28,5  | 28,8  | 39,8  | 50,0  |
| Wertpapierbestand (in Mrd. €) |       | 1.990 | 1.800 | 2.130 |       |       |       |       |       | 2.362 | 1.909 | 1.793 | 1.773 | 1.778 | 2.022 | 1.777 | 1.634 | 1.907 |
| Jahresüberschuss (in Mio. €)  | 52,8  | 50,3  | 1,5   | 37,2  | 47,4  | 15,7  | 17,1  | 22,1  | 8,7   | 11,1  | 1,1   | 4,2   | 0.4   | 16.2  |       |       |       |       |
| Bilanzsumme (in Mio. €)       | 927,5 | 673,6 | 815,0 | 772,3 | 702,8 | 611,4 | 526,8 | 952,9 | 582,5 | 473,6 | 455,0 | 568,2 | 549.9 | 704.0 |       |       |       |       |
| Angeschlossene Institute      | 1.027 | 1.060 | 1.106 | 1.162 | 1.210 | 1.250 | 1.288 | 1.344 | 1.420 | 1.482 | 1.511 | 1.468 | 1.475 | 1.504 |       |       |       |       |
| Mitarbeiter                   | 1,267 | 1.273 | 1.253 | 1.209 | 1.174 | 1.206 | 1.234 | 1.265 | 1.319 | 1.350 | 1.464 | 1.509 | 1.594 | 1.689 |       |       |       |       |

(Stand Anfang 2025)

## Wertpapierabrechnungssysteme
Die dwpbank betreibt das Wertpapierabrechnungssystem WP2 mit angabegemäß „rund 230.000“ Benutzern. Bis Ende 2010 wurden verschiedene weitere Abrechnungssysteme, auf die „zentrale IT-Plattform WP2“ konsolidiert. Das Abrechnungsprogramm WVS wurde bis 2010 konsolidiert, das BSV bereits 2007. Das System WP-Kette der Dresdner Bank wurde 2007 konsolidiert. Die Systeme der TxB WIS und EWS PLUS wurden 2007 (EWS PLUS) und 2010 (WIS) auf WP2 umgestellt.

## BOSC-Services
Als weitere Aufgabe übernimmt die dwpbank auf Wunsch, soweit möglich, die gesamten Wertpapier-Backoffice-Arbeiten verschiedener Kunden.